# ファイナルファンタジーXII レヴァナント・ウイング
『ファイナルファンタジーXII レヴァナント・ウイング』（ファイナルファンタジートゥエルブ レヴァナントウイング、FINAL FANTASY XII REVENANT WINGS、略称: FFXIIRW、FF12RW） は、スクウェア・エニックスより日本国内で2007年4月26日に発売された。ニンテンドーDS用ゲームソフト。ジャンルはロールプレイングゲーム。『ファイナルファンタジーXII』の派生作品。アメリカでは同年11月20日発売。

## 概要
キャッチコピー：「若き空賊は、大空の彼方へ。」
空賊となったヴァンとパンネロたちのイヴァリースに浮かぶ未知なる大地「浮遊大陸レムレース」にまつわる冒険物語。
元々は高いハードルを取り払った初心者向けのFF作品として企画されていたが、世界観などを新規か既存作品の関連作にするかの模索中に、鳥山求が『FFXII』の世界観やキャラクターに興味をもち、『FFXII』の世界を舞台にすることが決まった。
『FFXII』のメインスタッフはほとんど参加しておらず、ディレクターやシナリオが『FFX-2』や『FFXIII』、『バハムート・ラグーン』を手がける鳥山求、キャラクターデザインも伊藤龍馬（『FFXII』ではアートデザインを担当）が担当するなど、大幅に変更されている。
本作はキャラクター・召喚獣はドット絵やイラスト、背景・マップ・飛空艇などは3Dグラフィックで表現されている。
開発は、GBAソフト「モンスターサマナー」を出したシンク・アンド・フィール。

### 商品展開
2007年4月26日には、限定仕様のニンテンドーDS Liteを同梱した「ファイナルファンタジーXII レヴァナント・ウイング スカイパイレーツエディション」を発売。

## ゲームシステム

### アクティブフォースバトル
ミッションマップ内ではタッチペンやボタンなどでユニットをタッチ（指定）し、目標地点をタッチすると移動を開始する。味方ユニットが敵ユニットに接近すると画面の切り替え無しで自動的に戦闘を開始する。また、ユニットをタッチすると「まほう・わざ」「ガンビット」「ミストナック」などのコマンドが表示され、任意のタイミングで行動指定や目標を変更することができる。いわゆるリアルタイムストラテジーゲーム的なシステム。
通常技
ユニットの通常技。回復タイプ以外は敵にある程度接近すると自動的に通常技を繰り返し、回復タイプは味方にある程度接近すると自動的に通常技を繰り返す。回復タイプ以外の通常技は全ての攻撃技の基本となる通常攻撃である。ユニットごとに通常技の内容は異なり、通常技には「たたかう（武器で攻撃する通常攻撃）」はもちろん、「ケアル」「ファイア」などの低級魔法も存在し、上級ランクのユニットの通常技の場合は他のユニットのまほう・わざよりも強力な場合もある。
まほう・わざ
範囲の味方ユニットを回復する「ケアルガ」や、一定時間自分の移動速度をアップする「スプリント」など、様々な魔法や技の使用が可能。基本的にキャラクターユニットが覚えていくが、一部の召喚獣ユニットも使用できる。1度魔法や技を使うと「WAIT」ゲージが貯まるまで使用できなくなる。
ガンビット
覚えている魔法や技を1つだけ設定することができ、設定した魔法・技を状況に合わせて自動で使用するようになる。
ミストナック
敵ユニットを攻撃したり、ダメージを受けると「ミストカート」が貯まる。ミストカートが満タンになると各キャラクターユニットの特殊技、「ミストナック」を発動することができる。

### 召喚獣
今作ではキャラクターユニットだけではなく、複数の召喚獣ユニットを呼んで共に戦うことが重要になっている。
チーム
ミッションに出撃するキャラクターユニットを「リーダー」と呼び、各リーダーは最大8体までの召喚獣ユニットを従えることができる。リーダーと召喚獣を1セットで「チーム」と呼ぶ。
コストとキャパシティ
各召喚獣には「コスト」が設定されており、コスト分の「キャパシティ」を消費して呼び出す。キャパシティ内であれば何体でも呼び出して従わせることができる。キャパシティは各リーダーに設定されたキャパシティの合計と、開いた「召喚ゲート」の数によって決まる。
召喚ゲート
ミッション開始時に、予め「召喚デッキ」にセットした召喚獣がリーダー毎に2体ずつ出現する。ミッションマップ内に「召喚ゲート」がある場合、これを開くとキャパシティによっては更に召喚獣を呼び出す事が可能になる。
味方の召喚獣が倒されても、召喚ゲートから補充できる。
ランクと属性
召喚獣にはI〜IIIまでのランクがあり、ランクが高いほど強い力を持っているが、その分コストも高くなっている。ランクI、IIは同じ召喚獣を複数呼ぶ事ができるが、ランクIIIの召喚獣は各1体ずつしか呼ぶ事ができない。
また、召喚獣にはそれぞれ「火」「水」「雷」「土」「無」「回復」の属性がある。
召喚獣の強化
ミッションが始まると「AP（アストラルポイント）」が徐々に貯まっていく。APを消費して任意の召喚獣のLVを、そのミッション中のみ上げることができる。

### ライセンスリング
リング上に線で繋がった無数の穴が空いており、各穴に1体の召喚獣が対応している。「聖石」を消費して召喚獣と「契約」することができ、最初から契約されている3体の召喚獣から始まり、契約する毎に隣接する穴の召喚獣が契約可能になる。どのルートで取得していくかはプレイヤー次第。
契約するのに特別な条件が必要な召喚獣もいる。

### タイプ
キャラクターや召喚獣は「近接タイプ」「間接タイプ」「飛行タイプ」のいずれかのタイプに設定されており、3すくみの関係になっている。
近接タイプ
地上を移動する接近戦型のキャラクターで敵に接近して直接攻撃を行う。
間接タイプに強く、飛行タイプに弱い。
間接タイプ
遠隔戦型のキャラクターで弓矢や銃、魔法などを使用して間接攻撃を行う。
飛行タイプに強く、近接タイプに弱い。
飛行タイプ
空中に浮遊しているキャラクターで地形による制限をうけずに移動できる。基本的に接近戦型。
近接タイプに強く、間接タイプに弱い。

### ベイルージュ
ホームシップとなる飛空艇「ベイルージュ（変更可能）」は「ブリッジ」「ラウンジ」「甲板」によって構成されている。

#### ブリッジ
仲間との会話によってゲーム進行上のヒントが聞けたり、「掲示板」や「レポート」を見ることができる。
掲示板
本編以外のフリーミッションが受けられる。
レポート
色々な情報を読むことができる。
ミッションリスト
ミッション内容や達成度を確認できる。
レシピ本コレクション
入手した合成レシピ本が確認できる。
レムレースレポート
レムレースについての情報が載っている。
ベイルージュ日誌
仲間の書いた航海日誌を読むことができる。

#### ラウンジ
仲間が運営するショップなどの施設がある。ゲームの進行状況と共に施設が増えたり、モニュメントが建って外観が変化していく。
トマジのショップ
「ぶき」「ぼうぐ」「アクセサリ」の購入や、所持品を売ることができる。
リュドのマテリアルショップ
合成の素材となる「マテリアル」の購入や、所持品を売ることができる。
クーシーの合成ショップ
マテリアルを合成し、装備品を作ることができる。
パンネロのカフェ
パンネロが運営するカフェ。
サハギンのネミングウェイ
飛空艇の名前を変更することができる。

#### 甲板
飛行中に襲ってきた敵を迎撃する為に召喚ゲートが設置されている。

### アイテム合成
ベイルージュのラウンジでクーシーが合成ショップを開業すると、装備品を合成できるようになる。合成には「レシピ」と「マテリアル（素材）」が必要で、レシピはゲーム進行中に入手でき、マテリアルはミッションマップ内に存在する「マテリアルポイント」に召喚獣以外のキャラクターユニットを近づけると採集できる。
レシピに合わせた3種のマテリアルと、クーシーの質問によって合成結果が変る。マテリアルのグレードが高いと、同じ装備であっても性能が高くなる。完成した装備品は名前の変更が可能。

## 登場キャラクター
FFシリーズとしては珍しく、シドにあたるキャラクターが登場しない（『ファイナルファンタジーXII』にて死亡しているため）。

### ダルマスカ王国
ヴァン（Vaan）
18歳 男性 ヒュム族 近接タイプ
本作の主人公。飛空艇で大空を駆け巡り、冒険の日々をおくる空賊の少年。
剣を使って戦いある程度成長すると盗みの技を覚えるなどシーフのような役割も持つようになる。通常技は剣で攻撃する「たたかう」。
パンネロ（Penelo）
17歳 女性 ヒュム族 間接タイプ
ヴァンの幼馴染であり、サポート役。衣装が前作のエンディングに近い物になっている。
白魔導士タイプで仲間を回復する。また、ある程度成長すると様々な踊りを覚えるなど踊り子のような役割を持つ。通常技は味方を回復する「ケアル」
カイツ（Kytes）
10歳 男性 ヒュム族 間接タイプ
ヴァンの空賊団の一員。元々ヴァンとパンネロとは、王都ラバナスタで道具屋を営むミゲロの元で一緒に暮らしており、2人を兄や姉のように慕っている。空賊と冒険に憧れており、魔法を猛勉強している。
黒魔導士タイプで様々な黒魔法を使って戦う。通常技は装備している武器で決まり「ファイア」「ブリザド」「サンダー」「ストーン」のいずれかになり、カイツの武器のみ必ず属性を一つ持っている。
フィロ（Filo）
11歳 女性 ヒュム族 飛行タイプ
ヴァンの空賊団に所属する少女。エアボード（スカイシーフ）に乗っている。前作では王都ラバナスタ・ダウンタウンの子供達で作った「空賊目指そう団」のメンバーだった。本当は体が弱いのだが、いつもは気丈に明るく振る舞っている。ゲーム中盤で、リュドに淡い恋心を抱くようになる。
トマジ（Tomaj）
19歳 男性 ヒュム族
宝と金と愛に冒険を賭ける密偵。前作では王都ラバナスタにある砂海亭で働いており、友人のヴァンに自分の所属するセントリオクランを紹介した。みんなの見えないところで必要な物を調達しているが、クーシー以外には誰も褒められていないことを嘆いている。
アーシェ（Ashe）
20歳 女性 ヒュム族 間接タイプ
ダルマスカ王国女王。かつてヴァン達の協力により、アルケイディア帝国からダルマスカ王国を解放した。

### 浮遊大陸レムレース
リュド（Lluyd）
声 - 沢城千春（『ディシディア ファイナルファンタジー オペラオムニア』）
20歳 男性 エグル族 飛行タイプ
本作の新キャラクターの一人。エグル族の中でも珍しい赤い翼と髪を持つ青年。さらに、他のエグル族に比べて好奇心が強いため（ただし、感情表現には乏しい）、異端視されたり、「裏切り者」呼ばわりされたりしていた。ヴァン達と冒険することによって、自身の感情を取り戻していく。
クーシー（Cu Sith）
年齢不詳 性別不明 幻獣
本作の新キャラクターの一人。トマジを「オヤブン」と呼び慕う幻獣。「〜なのデス!」と喋る。ノノとは初め仲が悪かったが、その後和解した。レシピとマテリアルを元にアイテムを合成する能力を持っている。彼曰く、高い高い空からやって来たのだが、ベイルージュの主翼にひっかかってしまったところをトマジに助けられたらしい。他の幻獣のクーシーに比べ、顔の斑点や服装が異なっている。

### その他
ラーサー（Larsa）
13歳 男性 ヒュム族
人々の安寧に尽くすアルケイディア帝国の若き皇帝。
バッシュ（Basch） / ガブラス（Gabranth）
37歳 男性 ヒュム族 近接タイプ
アルケイディア帝国のジャッジマスター。ラーサーを支え、ダルマスカ王国を守る為に帝国を内から監視している。かつてはダルマスカ王国の将軍だったが、国王暗殺の罪に問われ処刑されたことになっている。ヴァン達と共にダルマスカ王国を解放し、"ラーサー様を護ってくれ"という弟の遺言に従い、「ガブラス」という名前に変えて帝国に渡った。
リッキー（Rikken）
男性 ヒュム族 近接タイプ
バーフォンハイムの空賊「リッキー一味」のリーダー格。かつて慕っていた空賊の服装を真似ている。言動と行動がかみ合わず空回り気味。
エルザ（Elza）
女性 ヒュム族 間接タイプ
リッキー一味。美人。クールに見えるが、何も考えていないだけ。
ラズ（Raz）
男性 バンガ族 飛行タイプ
リッキー一味。バンガ族にしては小柄で、船型のエアボードに乗っている。語尾に「〜ッス」を付ける。彼の語尾が、ヴァン達に移ってしまった事がある。
バルフレア（Balflear）
23歳 男性 ヒュム族 間接タイプ
前作でヴァン達と共に活躍した先輩空賊。浮遊大陸の秘宝を狙っている。
フラン（Fran）
年齢不詳 女性 ヴィエラ族 間接タイプ
バルフレアの相棒。ヴィエラ族特有のミスト感応能力をもつ。
ノノ（Nono）
年齢不詳 男性 モーグリ族
バルフレアの愛機、シュトラールの整備を担当する機工士モーグリ。
バッガモナン（Ba'Gamnan）
年齢不詳 男性 バンガ族 近接タイプ
バンガ族の賞金稼ぎであったが、度重なる粗暴な振る舞いのため賞金がかけられた。賞金首となってからは、部下達との関係が冷え込んできている。
ウィリス（Velis）
23歳 男性 ヒュム族
本作の新キャラクターの一人。レムレースの無人島で倒れていたところをヴァン達に助けられた謎の兵士。翼のジャッジの夫。
翼のジャッジ（Judge of Wings）
年齢不詳 性別不明 種族不明 近接タイプ
本作の新キャラクターの一人。空賊達を扇動してレムレースを荒らす謎の人物。金属の翼と全身を覆う鎧姿から、空賊達からは「翼のジャッジ」と呼ばれている。「聖晶石」の力でイヴァリースの支配を目論んでいる。

## 世界設定

### レムレース
「ゼフィル」「トルメラドス」「ムルカ・カワク」「アルダ」など、主に4つの島から構成されているプルヴァマ（浮遊大陸）群。数千年前に「フォルサノス」という空の神が作ったとされている。イヴァリース地域の遥か上空に位置するが、周囲に張られた強力なミスト（魔法のエネルギー）の結界によって長年発見されることがなく、空賊達の間で「伝説の浮遊大陸」として噂されるのみだった。
風を迎える島ゼフィル
気候、環境ともに良く、主にエグル族が住んでいる。
巨大石の島トルメラドス
古代遺跡が点在し、その中には「聖晶石」が安置されている遺跡もある。
大空海ムルカ・カワク
巨大な島に海水が満ち、空中の大海原と言える島。
天を抱く山の島アルダ
「神にもっとも近い場所」と呼ばれる高い山脈がある。
喪失の孤島ツァラ
エグル族もめったに近寄らない無人島。

### エグル族
レムレースに住む翼の生えた種族。知的水準は低くないが、外界との交流がなかった為に文化レベルは低い。ヒュム族と比べると短命で平均寿命は40歳程度。そのせいか皆達観しており、感情の起伏が少ない。

### レムレースの魔石
聖晶石
膨大なミストの力を秘めた3つの石で、聖晶石から漏れだすミストが「聖石」と「浮遊石」を生む。聖晶石を全て揃えた者は"永遠を手にする"といわれている。
聖石
召喚獣と契約したことで、召喚ゲートを開くことのできる石。
浮遊石
大陸を浮かせる力を持つ石。浮遊石から漏れ出すミストがレムレースの生態を形作っており、「魔石」の一種の「飛空石」とは少し違う役割である。

### 幻獣と召喚術
幻獣
レムレースに生息するモンスターは「幻獣界」から来た「幻獣」で、身体が"まぼろし"によって構成されている。よって致命傷を負っても死なず、消滅して幻獣界に帰るだけの「不滅なる存在」となっている。
召喚術
幻獣から身を守る為に、古代のエグル族が聖石と召喚ゲートを利用し、幻獣を自由に召喚して使役する術を編み出した。
召喚のルール
召喚はその強大な力故に、空の神フォルサノスによって3つの掟が定められている。
「幻獣に聖石を"絆"として与え主従の契約を交わすこと」
「呼び出された幻獣は召喚者に従うこと」
「技量を超えた数の幻獣をあやつることは死を招くこと」

### 飛空艇
ベイルージュ（Beyrughe）
ダルマスカ王国の首都ラバナスタに飛来した謎の飛空艇。ヴァン達のホームシップになる。かなり大型で、内部には小さな町ほどの生活空間がある。
シュトラール（Strahl）
前作にも登場した飛空艇。バルフレアの愛機。

## スタッフ
- エグゼクティブプロデューサー - 河津秋敏
- プロデューサー - 渡辺泰仁
- Coプロデューサー - 横山栄介
- ディレクター&シナリオ - 鳥山求
- キャラクターデザイン - 伊藤龍馬
- アートスーパーバイザー・タイトルロゴデザイン - 上国料勇
- Coディレクション・シナリオ・イベント - 石山貴也
- シナリオ - 齋藤なな子
- アートディレクター - 松田俊考
- ムービーディレクター - 藤井栄治
- リードグラフィックデザイナー - 岡村礁
- 2Dキャラクターピクセルアート - 加藤清文
- アート - 天野尚
- コンポーザー - 福井健一郎
- コンポーザー（監修） - 崎元仁

## 評価
2008年8月8日時点、日本で54万本、北米22万本、ヨーロッパで28万本を売り上げ全世界で104万本を売り上げている。日本では発売週にベストセラーとなり、翌週も2番目にベストセラーのゲームとなった。
日本ではファミ通クロスレビュー32点を記録、DENGEKI DS Styleでもレビュアーから賞賛された。ミッションをベースとしたストーリーが賞賛され、バトルが「シンプルながら入り組んだ」とした。制限時間内に争奪戦に参加できる多くのキャラクターはプレイヤーが実際にアクションをしているような感覚を受け、難易度は「RPGゲームをプレイしない人にとっても遊びやすい」評した。欠点としてタッチペン操作が挙がっている。理由としては「戦場のエリア選択に難がある」とした。ゲーマガでは満足度ランキング横丁のコーナーで2009年に読者投票として行われた「期待外れだったゲーム」で10位中9位にランクインしている（票数は不明）。
北米版は肯定的な評価を受けた。Nintendo Powerは7.5/10、IGNは8.3/10、1UP.comはB+のスコアだった。GameSpotとGameZoneはともに8.5/10で、X-Playは4/5のスコアだった。
Electronic Gaming Monthlyでは基本的に肯定的なレビューが行われ、8・7.5・6（10点満点中）の点数だった。レビュアーはRPGと戦略の組み合わせを賞賛したがアクション量に対する画面サイズを批判した。IGNは2007年11月のニンテンドーDS今月のゲームに本作を選んだ。

## 備考
このゲームの勝敗は「操作」と「戦法」で全てが決まる。両方揃わないと余程レベル差がない限り勝てない。逆に「80.封じられし戒律王」以外のミッションは全くレベルを上げなくとも、そのミッションに挑戦可能になるまでに必ず得る経験値だけでクリア可能である。